# Örök szerelem (film, 1940)
Az Örök szerelem (eredeti címe: Manon Lescaut) Carmine Gallone rendezésében készült, 1940-ben bemutatott fekete–fehér olasz filmdráma. Prévost abbé Manon Lescaut című, először 1731-ben megjelent regényének filmváltozata. 
Magyarországon a filmet (az eredeti címet megváltoztatva) Örök szerelem címen mutatták be 1941. június 3-án.
A film Des Grieux lovag és a prostituálttá lett Manon Lescaut tragikus szerelmi történetét eleveníti fel.

## Főbb szereplők
| Szerep                  | Színész           |
| ----------------------- | ----------------- |
| Manon Lescaut           | Alida Valli       |
| Renato Des Grieux lovag | Vittorio De Sica  |
| Des Grieux vikomt       | Lamberto Picasso  |
| De Brienne márki        | Giulio Donadio    |
| Lescaut hadnagy         | Dino Di Luca      |
| Musette                 | Jole Voleri       |
| Denise                  | Lilia Dale        |
| Marius                  | Andrea Checci     |
| New Orleans kormányzója | Guglielmo Barbabò |